# فیوژن-یو
فیوژن-یو (انگلیسی: Fusion-io) شرکت سخت‌افزار آمریکایی است، که در سال ۲۰۰۵ تأسیس شد.